# Comprends (nouvelle)
Comprends (titre original : Understand) est un roman court de science-fiction écrit par Ted Chiang, publié en 1991 puis traduit en français et publié en 2006 dans le recueil La Tour de Babylone aux éditions Denoël.

## Résumé
Un homme ordinaire nommé Léon subit des lésions cérébrales après un accident. 
Il est traité avec un médicament expérimental appelé Hormone K pour stimuler la régénération de ses fonctions cérébrales. Ce traitement dépasse toutes les attentes : Léon non seulement récupère, mais il développe une intelligence surhumaine.
Il est poursuivi par des services secrets qui veulent l'étudier. Il finit par recevoir un message d'une autre personne super-intelligente et s'oppose à elle. 